# Felipe Guamán Poma de Ayala

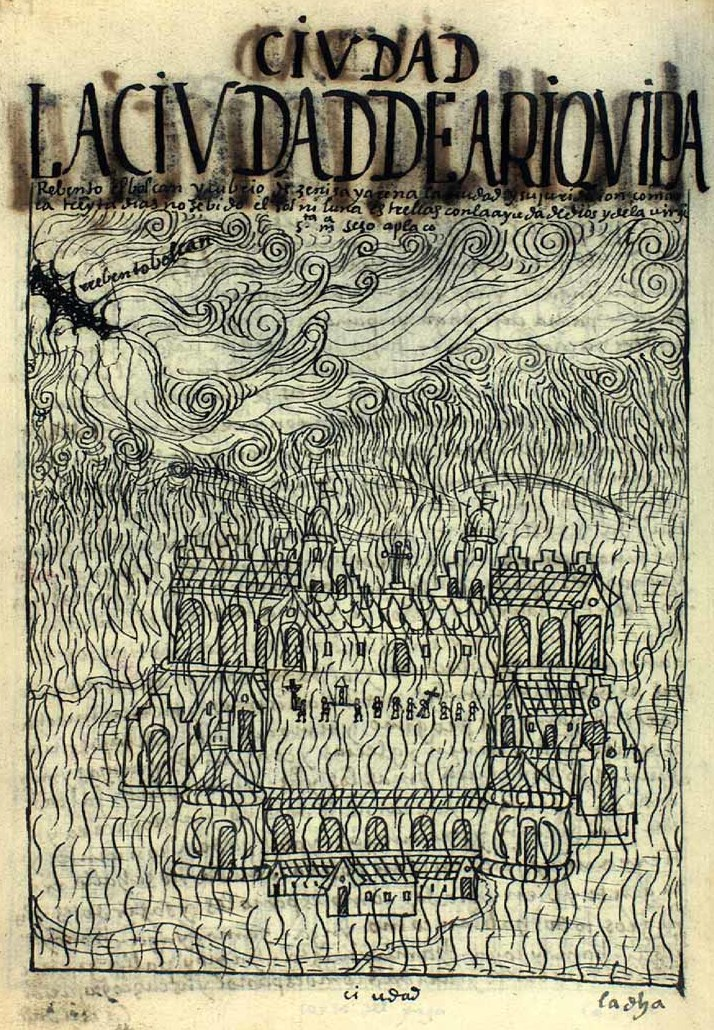
Ceniza volcánica cayendo sobre Arequipa poco después de la titánica erupción del Huaynaputina.

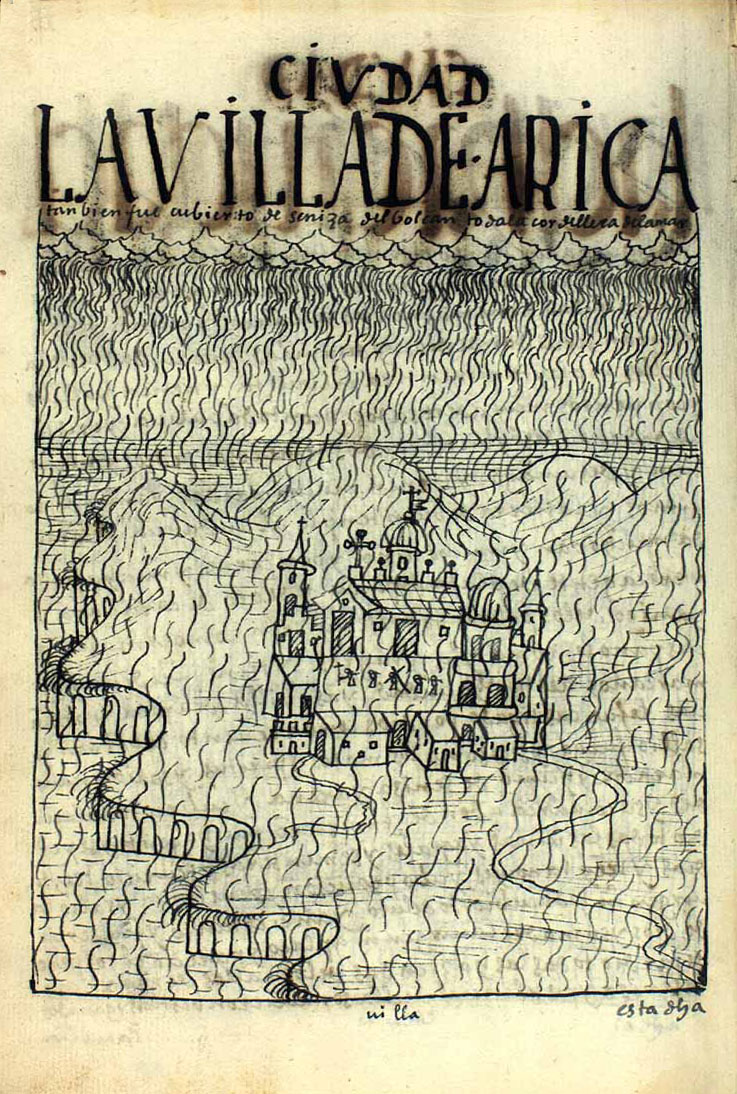
Arica bajo una intensa lluvia de ceniza proveniente del Huaynaputina.

Felipe Guamán Poma de Ayala (San Cristóbal de Suntuntu, actualmente conocido como el Valle de Sondondo, Ayacucho, 1534–Lima, 1615) fue un cronista indígena de ascendencia incaica de la época del virreinato del Perú.
Guamán Poma se dedicó a recorrer durante varios años todo el virreinato y a escribir su Primer nueva corónica y buen gobierno, uno de los libros más originales de la historiografía mundial. En esta obra, de 1180 páginas y 397 láminas dibujadas, que presuntamente terminó de escribir en 1615, muestra la visión indígena del mundo andino y permite reconstruir con mucho detalle aspectos de la sociedad peruana después de la Conquista, a la vez que ilustra sobre la historia y genealogía de los incas con textos en el castellano del siglo XVI y en el quechua general. La obra, tenía como destinatario al rey Felipe III y fue enviada a España, sin embargo, se extravió en el camino. Actualmente se conserva en la Biblioteca Real de Dinamarca y es posible consultarla en línea.

## Biografía
Felipe Guamán Poma de Ayala nació en San Cristóbal de  Suntuntu o en Sondondo, en el distrito de Cabana Sur en la Provincia de Lucanas del actual Ayacucho, en el año 1534. Según otras versiones, Guamán Poma sería originario de Huánuco, ya que él mismo afirmó en sus manuscritos ser descendiente de una noble familia Yarowilca, originaria de esa zona. 
Sus apellidos, Guamán Poma, provienen de las palabras quechuas waman y puma, 'halcón' y 'puma', nombres totémicos en quechua (asociados a los dioses tutelares de la tierra y del cielo). Su nombre, según el peruano Carlos Araníbar, debería escribirse con el primer apellido como palabra grave, esto es, «Felipe Guaman Ayala». Fue hijo presumiblemente de Martín Guaman Mallqui y Juana Chuquitanta (llamada Cusi Ocllo), noble descendiente de Túpac Yupanqui. Se crio con los españoles, por lo que él se consideraba de origen hispano. Fue desterrado dos veces, una por el corregidor de Huamanga en el año 1600 y otra por el corregidor de la provincia de Lucanas hacia el año 1606 (según otras fuentes en 1608). 
Gracias a algunos documentos del siglo XVI, se conoce que Guamán Poma sirvió como traductor del quechua para funcionarios coloniales durante la década de 1560-70. Entre los funcionarios para los que trabajó Guamán Poma estuvieron el oidor Alberto de Acuña, conocido como el «Abogado General de los Indios» y nombrado por el virrey García Hurtado de Mendoza en 1589, también sirvió de traductor al oidor Pedro Arteaga Mendiola en la visita a las minas de Huancavelica en 1588. Estuvo al servicio de don Juan Pérez de Gamboa, corregidor de Huancavelica y luego visitador de las tierras del Cuzco, Huamanga, Huancavelica, Vilcabamba, Castrovirreyna y Jauja en 1587.
Una ratificación documental indica que Guamán Poma estuvo al servicio del oidor de la Real Audiencia de Lima, el Dr. Alberto de Acuña, puesto que de un memorial que envió dicho personaje al rey de España en 1598, coincide en varios puntos de sus recursos con las quejas que escribió el cronista ayacuchano; otras veces existen puntos en abierta contradicción entre las visiones del Guamán Poma y el oidor de Acuña, vale decir que ambas personas conocían sus planteamientos y propuestas en abordar los asuntos en favor de los indígenas. Además, por intermedio de Acuña, el cronista Guamán Poma se habría documentado de varios asuntos internos de la administración colonial: por ejemplo, de las residencias a los virreyes Francisco de Toledo y Hurtado de Mendoza y las visitas efectuadas a las minas y población nativa en la época toledana y en 1585. Guamán Poma, habría trabajado como traductor en la Real Audiencia de Lima con los nombres de don «Lorenzo Ancha chumbi» o «Phelipe Lorenzo Guamanchumbi».
Guamán Poma apareció como actor en una serie de demandas de finales de la década de 1590, en la que trató de recuperar el título político y de tierra en el Valle de Chupas que él creía suyo por derecho de familia. Estos juicios en última instancia resultaron desastrosos para él: no solo perdió, sino que en 1600 fue despojado de todos sus bienes y obligado a exiliarse en las ciudades que había gobernado una vez como un noble. Participó en el sofocamiento del movimiento religioso político del taki unquy, al lado del cura Cristóbal de Albornoz, posiblemente en una actitud antiindigenista para ganar algún beneficio de las manos españolas.

## Crónicas

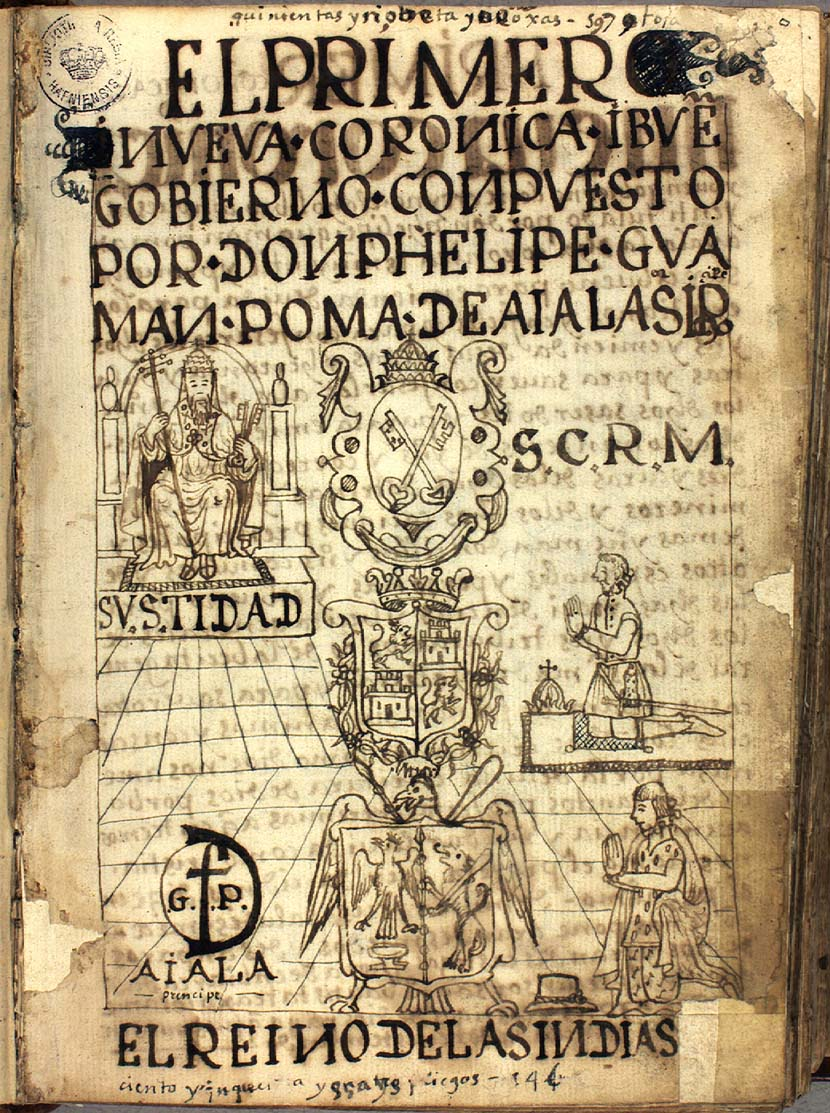
Portada del manuscrito Primer nueva corónica y buen gobierno.

La gran obra de Huamán Poma es Primer nueva corónica y buen gobierno, un documento de 1193 páginas. Su libro sigue siendo la más larga crítica sostenida sobre el dominio colonial español producido por un súbdito indígena durante el período colonial. Escrita entre 1600 y 1615 y dedicada al rey Felipe III de España, la Crónica describe las injusticias del régimen colonial y sostiene que los españoles fueron colonos extranjeros en el Perú. «Es nuestro país», dijo, «porque Dios nos lo ha dado a nosotros». El rey nunca recibió el documento.
La Corónica es muy notable en muchos aspectos. En primer lugar, despliega una fusión brillante de la escritura y dibujos de líneas finas (392 páginas del libro consisten de dibujos a página completa). En segundo lugar, el manuscrito expresa la opinión de un noble provincial sobre la conquista, mientras que la mayoría de otros puntos de vista indígenas de la época colonial proceden de la nobleza del Cusco, la antigua capital de los Incas. En tercer lugar, el autor utiliza con frecuencia palabras y frases quechuas dentro de este trabajo mayoritariamente español, lo que proporcionó a los expertos material para aprender más sobre el idioma quechua. Guamán Poma propuso una nueva dirección para el gobierno del Perú: Un «buen gobierno» que se basaría en las estructuras sociales y económicas Incas, la tecnología europea, y la teología cristiana, adaptada a las necesidades prácticas de los pueblos andinos.
Escribe que los gobiernos indígenas trataban a sus súbditos mucho mejor que los españoles y le pide al Rey Felipe instaurar indios en puestos de autoridad. Es importante señalar que, a pesar de que rechaza la dominación española, no rechaza al rey español. Durante este tiempo, los monarcas eran vistos generalmente como descendientes de Dios y siendo extremadamente católico, Guamán Poma tiene al monarca español en la más alta consideración. En su escrito, no solo quiere proponer cambios en la sociedad, sino además denunciar las injusticias contra los indios no percibidas por el rey quien, como representante de Dios, de haberlas conocido no las habría permitido.
El manuscrito de la «Corónica» se ha mantenido en la Biblioteca Real de Dinamarca, al menos desde principios de los años 1660, aunque solo se hizo público en 1907, cuando fue descubierto por el erudito alemán Richard Pietschmann. Una edición retocada fue producida en París en 1936, por Paul Rivet. En 1980, una transcripción crítica del libro, basado en la autopsia del manuscrito más que en el facsímil de 1936, fue publicado por John Murra y Rolena Adorno, (con la colaboración de Jorge Urioste) bajo el título Felipe Guamán Poma de Ayala, Nueva Crónica y Buen gobierno (México D.F.: Siglo XXI). Un facsímil digital de alta calidad del manuscrito original fue publicado en línea en 2011 por la Biblioteca Real Danesa, con Rolena Adorno como editor académico.

## Crónica incompleta
De los últimos documentos publicados sobre Guamán Poma, destaca el «Segundo informe del manuscrito de don Felipe Guamán Poma de Ayala» hecho por Richard Pietschmann en Berlín de 1913. En la introducción a este documento, se hace referencia a un cuadro descriptivo hecho por Pietschmann que no ha sido identificado en ningún dibujo de los actualmente conocidos. Se trata de: «El alcalde y su mujer llevan mucho tributo al corregidor tanto como ellos son capaces según sus modestos medios, implorando en un discurso de sumisión para contentarle y para evitar sus amenazas no hay nada mejor que pagar».

«Según algunos indicios, el original que manejó y fotografió Pietschmann, estaban completos en su paginación: posiblemente habría dos pliegos (ocho páginas) no cosidos en el corpus documental sino sueltos que hacían coherente la compaginación de todo el manuscrito»
Alberdi Vallejo

## Premio literario en Bolivia
- Entre los Premios Nacionales de Literatura de Bolivia, se confiere el Premio Guamán Poma de Ayala a obras de narrativa en lenguas originarias.[13]

## Apropiaciones de Braun-Vega
Varias páginas de la obra de Guamán Poma fueron apropiadas en los cuatro grandes dibujos sobre lienzo con marcos policromados (¡Traga!, ¡Corre!, ¡Sopla!, ¡Muere!) realizados en 1992 por el pintor Herman Braun-Vega para su retrospectiva en Madrid con motivo del quinto centenario del descubrimiento de América por Cristóbal Colón. Con las transferencias de recortes de prensa asociados a los dibujos de Guamán Poma y a los grabados de Goya, Herman Braun-Vega destaca el sufrimiento de los civiles, eternas víctimas de las guerras. Braun-Vega vuelve a hacer referencia a los dibujos de Guamán Poma en su pintura El poder se nutre de dogmas (Velázquez, Guamán Poma de Ayala, El Greco, Goya), esta vez para resaltar el papel de la Iglesia en la conquista española mediante la evangelización del pueblo indígena peruano.